# Rue des Cuves-Saint-Sernin
La rue des Cuves-Saint-Sernin (en occitan : carrièra de las Cuvas Sant Sernin) est une voie de Toulouse, chef-lieu de la région Occitanie, dans le Midi de la France.

## Situation et accès

### Description
La rue des Cuves-Saint-Sernin est une voie publique. Elle se trouve dans le quartier Arnaud-Bernard, dans le secteur 1 - Centre.
La chaussée ne compte qu'une seule voie de circulation automobile en sens unique, de la rue Adolphe-Félix-Gatien-Arnoult vers la place Saint-Sernin. Elle appartient à une zone piétonne et la circulation automobile y est réglementée. Il n'existe pas d'aménagement cyclable.

### Voies rencontrées
La rue des Cuves-Saint-Sernin rencontre les voies suivantes, dans l'ordre des numéros croissants (« g » indique que la rue se situe à gauche, « d » à droite) :
1. Rue Adolphe-Félix-Gatien-Arnoult (g)
2. Place Saint-Sernin (d)
3. Place Saint-Sernin

### Transports
La rue des Cuves-Saint-Sernin n'est pas directement desservie par les transports en commun Tisséo. Elle se trouve cependant à proximité du boulevard d'Arcole, parcouru par les lignes de Linéo L1 et de bus 14294570. Elle se trouve à égale distance des stations de métro Compans-Caffarelli et Jeanne-d'Arc, sur la ligne . 
Il se trouve une station de vélos en libre-service VélôToulouse dans la rue Adolphe-Félix-Gatien-Arnoult : la station no 55 (2 rue Gatien-Arnoult).

## Odonymie
La rue des Cuves-Saint-Sernin rappelle la présence du quartier des chanoines de l'abbaye Saint-Sernin et des « cuves » (cuva ou cuba en occitan) ou celliers qui la bordaient. Plusieurs bâtiments de l'abbaye ont d'ailleurs été identifiés autour de la rue. 
À la fin du Moyen Âge, la rue était connue, avec la rue Adolphe-Félix-Gatien-Arnoult qui la prolongeait au nord, comme la rue de la Chanoinie ou de la Chanoinie-de-Saint-Sernin – pour la distinguer de la rue de la Chanoinie-de-Saint-Étienne (actuelle rue Sainte-Anne). En 1794, pendant la Révolution française, on lui donna le nom de rue Tell, en l'honneur de Guillaume Tell, héros légendaire des libertés suisses, mais elle ne le conserva pas.

## Patrimoine et lieux d'intérêt

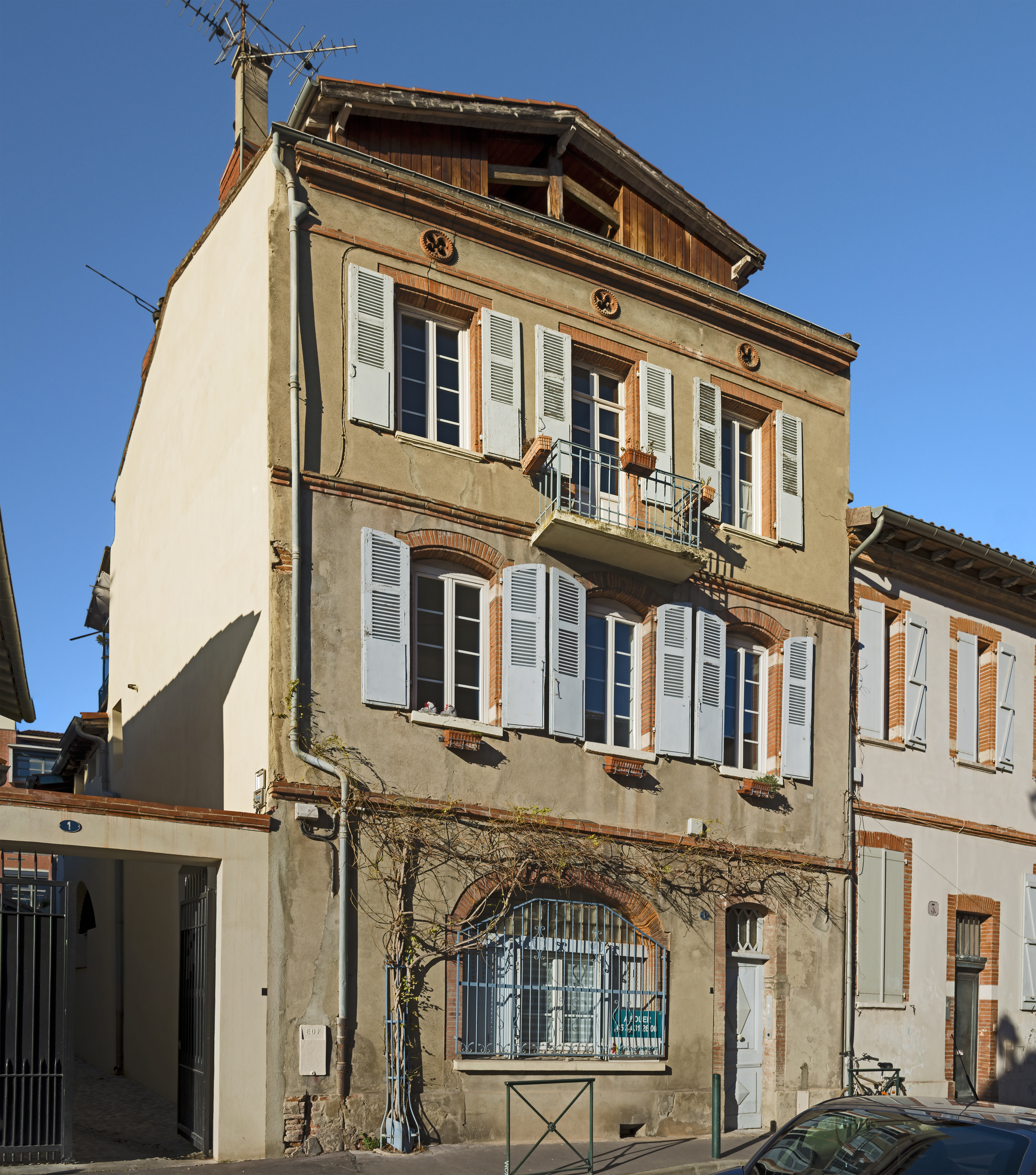
no 1 bis : immeuble.

- no  1 bis : immeuble et anciens greniers du chapitre Saint-Sernin.  Inscrit MH (2007)[4]. 
L'édifice se compose de deux corps de bâtiment, bâtis et remaniés à des époques différentes. Le premier corps de bâtiment, sur la rue des Cuves-Saint-Sernin, est construit au XVIIIe siècle sur trois niveaux : un sous-sol, un rez-de-chaussée et un étage. Le rez-de-chaussée est ouvert par une grande arcade de boutique voûtée en anse de panier, et une porte piétonne latérale. Des travaux intervenus en 1878 pour son propriétaire, M. Aymerie, ont permis de surélever le bâtiment. Au 2e étage, la travée centrale possède un balcon. Le niveau de comble a des ouvertures mises en valeur par des décors en terre cuite. L'élévation est couronnée par un fronton triangulaire. Le corps de bâtiment situé à l'arrière, en fond de parcelle, est plus ancien puisqu'il daterait du XIVe siècle. Les fenêtres de style gothique en arc brisé le rattachent à cette période[5].

## Personnalité
- Emmanuel Delbousquet (1874-1909) : élève au petit séminaire de l'Esquile en 1891, il vécut dans une maison à l'angle de la rue Adolphe-Félix-Gatien-Arnoult (actuel no 1). Il fonda avec Louis Magre et Marc Lafargue la première revue poétique de l'école occitane toulousaine, Les Essais de Jeunes[6]